# Lymantria loacana
Lymantria loacana este o specie de molii din genul Lymantria, familia Lymantriidae, descrisă de Semper 1898 Conform Catalogue of Life specia Lymantria loacana nu are subspecii cunoscute.